# Lino Rava
Lino Carlo Rava (Alessandria, 3 aprile 1956) è un ingegnere e politico italiano.

## Biografia
Ingegnere, fin da giovane è impegnato in politica con il Partito Comunista Italiano. Dal 1985 è consigliere comunale e assessore a Tagliolo Monferrato, comune di cui nel 1990 diventa sindaco, carica che mantiene fino al 2004. Dopo la svolta della Bolognina aderisce al Partito Democratico della Sinistra.
Alle elezioni politiche del 1996 è eletto deputato con l'Ulivo nel collegio di Acqui Terme, confermando poi il proprio seggio parlamentare anche dopo le elezioni del 2001, sempre con l'Ulivo (in quota Democratici di Sinistra). A Montecitorio è stato membro della VIII Commissione agricoltura. Conclude il proprio mandato parlamentare nel 2006.
Dal 2009 al 2014 è assessore provinciale ad Alessandria per il Partito Democratico.